# Кооперативный мат
Кооперати́вный мат, коопмат (англ. helpmate; нем. Hilfsmatt) — вид неортодоксальной шахматной композиции.
В задачах на кооперативный мат начинают чёрные (если в условии не оговорено иное) и помогают белым объявить мат чёрному королю в заданное число ходов, то есть чёрные и белые действуют согласованно, «кооперативно», чтобы выполнить задание. В этом жанре шахматной композиции с целью расширения содержания допускается составление задач с несколькими решениями и несколькими иллюзорными играми. Другие распространённые формы расширения содержания коопматов — близнец, когда новое решение обеспечивается за счёт незначительного изменения начальной позиции (например, перестановкой фигуры, добавлением, снятием или заменой фигуры, поворотом доски), и дуплекс, когда в одной и той же позиции одинаковое задание выполняется каждой стороной (стороны играют кооперативно сначала, чтобы дать мат чёрным, затем — чтобы дать мат белым).
В современных правилах шахмат есть понятие «любой серии возможных ходов» (англ. any series of legal moves). Партия заканчивается вничью, если игрок совершил два нарушения или просрочил время, а соперник не может поставить мат королю соперника любой серией возможных ходов, даже при самой плохой игре проштрафившегося — это равнозначно кооперативному мату. Эта концепция важна в глубоком эндшпиле, когда у одного игрока подавляющий перевес, но цейтнот, у другого — лёгкая фигура. Например, ладья против коня — это ничья, но и конь против ладьи способен поставить кооперативный мат — потому в цейтноте слабая сторона отказывает в ничьей, сильная заставляет соперника взять ладью. Чтобы не было такой «игры в одни ворота», всё чаще используют часы с добавлением времени: хоть на перемещение фигур у сильной стороны время всегда будет.

## История
Первая задача на кооперативный мат придумана Максом Ланге в 1854 году (M. Lange, Schachzeitung 1854, № 12, с. 453). Первая полноценная кооперативная трёхходовка составлена в 1860 году С. Лойдом, предложившим начинать решение с хода чёрных. Победитель первого конкурса задач на кооперативный мат (Dubuque Chess Journal (США) 1870—1871) — У. Шинкман. Широкое распространение задачи на кооперативный мат получили в 20-х гг. XX века благодаря работам Т. Доусона. Русское название «кооперативный мат» было предложено в 1926 году М. Нейманом, он же ввёл в практику составление коопматов с несколькими решениями. В СССР первая задача на кооперативный мат была составлена С. Каминером и опубликована в 1927 году. В докомпьютерное время этот вид шахматной композиции был весьма сложен для составления: из-за того, что стороны играют сообща и количество возможных разветвлений велико, зачастую обнаруживался непредвиденный автором способ решения. В настоящее время, в связи с широким применением компьютерных программ для проверки шахматных задач, кооперативный мат стал наиболее популярным жанром шахматной композиции.

## Нотация
В современной записи условия для кооперативных матов обычно используется следующая нотация: сначала указывается латинская буква «h» (англ. help-; нем. hilfs-), затем знак мата «#», затем количество ходов задания. Например, «h#2» означает «кооперативный мат в 2 хода». 
Чтобы показать наличие иллюзорной игры, обычно используется знак «*». Если в задаче есть несколько иллюзорных игр, ставится соответствующее количество звёздочек. Например, запись «h#2**» означает «кооперативный мат в 2 хода с одним решением и двумя иллюзорными играми».
Наличие нескольких решений или разветвлений не на первом ходу чёрных иногда пишется по формуле k.l.m.n..., в которой:
- k означает количество решений (то есть разветвлений на первом ходу чёрных),
- l означает количество разветвлений на первом ходу белых,
- m означает количество разветвлений на втором ходу чёрных,
- n означает количество разветвлений на втором ходу белых, и т.д.

Например, 2.2.1.1. означает, что в задаче на коопмат в 2 хода есть два решения (k=2) и в каждом из них 2 разветвления на первом ходу белых (l=2). Иллюзорную игру таким способом можно записать как 0.1.1.1.
Иногда в условии встречается дробное количество ходов. Например, «h#2,5» означает, что решение начинается с хода белых, после чего следует коопмат в 2 хода. По формуле это может быть записано так: 0.1.1.1.1.1.

## Примеры
Б. Хегерман, The Problemist, 1934

[Event "Import"]
[Site "https://lichess.org/Y5468g3C"]
[Date "2016.06.06"]
[Round "-"]
[White "?"]
[Black "?"]
[Result "1-0"]
[UTCDate "2016.06.06"]
[UTCTime "15:08:36"]
[WhiteElo "?"]
[BlackElo "?"]
[Variant "From Position"]
[TimeControl "-"]
[ECO "?"]
[Opening "?"]
[Termination "Normal"]
[FEN "6kR/4p1p1/1p2P1P1/1P2p3/1P2P3/1P2p1p1/4P1P1/5BK1 b - - 0 1"]
[SetUp "1"]
{ h#28 }1... Kxh8 2. Kh1 Kg8 3. Kg1 Kf8 4. Kh1 Ke8 5. Kg1 Kd8 6. Kh1 Kc7 7. Kg1 Kd6 8. Kh1 Kxe6 9. Kg1 Kf6 10. Kh1 Kg5 11. Kg1 Kf4 12. Kh1 Kxe4 13. Kg1 Kd4 14. Kh1 Kc3 15. Kg1 Kxb3 16. Kh1 Kxb4 17. Kg1 Kxb5 18. Kh1 Kc4 19. Kg1 b5 20. Kh1 b4 21. Kg1 b3 22. Kh1 b2 23. Kg1 b1=Q 24. Kh1 Qf5 25. Kg1 Qf7 26. gxf7 Kc3 27. f8=Q Kd2 28. Qc8 Ke1 29. Qc1# { Рекордная по продолжительности игры задача на кооперативный мат. Решение дано в обычной, некооперативной нотации. }
|   | a | b | c | d | e | f | g | h |   |
| - | --- | --- | --- | --- | --- | --- | --- | --- | - |
| 8 | b8 чёрный слон · e8 чёрный слон · f8 чёрный конь · c7 белая пешка · d7 белая пешка · b6 чёрная ладья · c6 чёрная пешка · d6 чёрный король · e6 чёрный конь · b5 чёрная ладья · e4 белая пешка · h4 чёрный ферзь · h3 белый слон · a1 белый король | b8 чёрный слон · e8 чёрный слон · f8 чёрный конь · c7 белая пешка · d7 белая пешка · b6 чёрная ладья · c6 чёрная пешка · d6 чёрный король · e6 чёрный конь · b5 чёрная ладья · e4 белая пешка · h4 чёрный ферзь · h3 белый слон · a1 белый король | b8 чёрный слон · e8 чёрный слон · f8 чёрный конь · c7 белая пешка · d7 белая пешка · b6 чёрная ладья · c6 чёрная пешка · d6 чёрный король · e6 чёрный конь · b5 чёрная ладья · e4 белая пешка · h4 чёрный ферзь · h3 белый слон · a1 белый король | b8 чёрный слон · e8 чёрный слон · f8 чёрный конь · c7 белая пешка · d7 белая пешка · b6 чёрная ладья · c6 чёрная пешка · d6 чёрный король · e6 чёрный конь · b5 чёрная ладья · e4 белая пешка · h4 чёрный ферзь · h3 белый слон · a1 белый король | b8 чёрный слон · e8 чёрный слон · f8 чёрный конь · c7 белая пешка · d7 белая пешка · b6 чёрная ладья · c6 чёрная пешка · d6 чёрный король · e6 чёрный конь · b5 чёрная ладья · e4 белая пешка · h4 чёрный ферзь · h3 белый слон · a1 белый король | b8 чёрный слон · e8 чёрный слон · f8 чёрный конь · c7 белая пешка · d7 белая пешка · b6 чёрная ладья · c6 чёрная пешка · d6 чёрный король · e6 чёрный конь · b5 чёрная ладья · e4 белая пешка · h4 чёрный ферзь · h3 белый слон · a1 белый король | b8 чёрный слон · e8 чёрный слон · f8 чёрный конь · c7 белая пешка · d7 белая пешка · b6 чёрная ладья · c6 чёрная пешка · d6 чёрный король · e6 чёрный конь · b5 чёрная ладья · e4 белая пешка · h4 чёрный ферзь · h3 белый слон · a1 белый король | b8 чёрный слон · e8 чёрный слон · f8 чёрный конь · c7 белая пешка · d7 белая пешка · b6 чёрная ладья · c6 чёрная пешка · d6 чёрный король · e6 чёрный конь · b5 чёрная ладья · e4 белая пешка · h4 чёрный ферзь · h3 белый слон · a1 белый король | 8 |
| 7 | b8 чёрный слон · e8 чёрный слон · f8 чёрный конь · c7 белая пешка · d7 белая пешка · b6 чёрная ладья · c6 чёрная пешка · d6 чёрный король · e6 чёрный конь · b5 чёрная ладья · e4 белая пешка · h4 чёрный ферзь · h3 белый слон · a1 белый король | b8 чёрный слон · e8 чёрный слон · f8 чёрный конь · c7 белая пешка · d7 белая пешка · b6 чёрная ладья · c6 чёрная пешка · d6 чёрный король · e6 чёрный конь · b5 чёрная ладья · e4 белая пешка · h4 чёрный ферзь · h3 белый слон · a1 белый король | b8 чёрный слон · e8 чёрный слон · f8 чёрный конь · c7 белая пешка · d7 белая пешка · b6 чёрная ладья · c6 чёрная пешка · d6 чёрный король · e6 чёрный конь · b5 чёрная ладья · e4 белая пешка · h4 чёрный ферзь · h3 белый слон · a1 белый король | b8 чёрный слон · e8 чёрный слон · f8 чёрный конь · c7 белая пешка · d7 белая пешка · b6 чёрная ладья · c6 чёрная пешка · d6 чёрный король · e6 чёрный конь · b5 чёрная ладья · e4 белая пешка · h4 чёрный ферзь · h3 белый слон · a1 белый король | b8 чёрный слон · e8 чёрный слон · f8 чёрный конь · c7 белая пешка · d7 белая пешка · b6 чёрная ладья · c6 чёрная пешка · d6 чёрный король · e6 чёрный конь · b5 чёрная ладья · e4 белая пешка · h4 чёрный ферзь · h3 белый слон · a1 белый король | b8 чёрный слон · e8 чёрный слон · f8 чёрный конь · c7 белая пешка · d7 белая пешка · b6 чёрная ладья · c6 чёрная пешка · d6 чёрный король · e6 чёрный конь · b5 чёрная ладья · e4 белая пешка · h4 чёрный ферзь · h3 белый слон · a1 белый король | b8 чёрный слон · e8 чёрный слон · f8 чёрный конь · c7 белая пешка · d7 белая пешка · b6 чёрная ладья · c6 чёрная пешка · d6 чёрный король · e6 чёрный конь · b5 чёрная ладья · e4 белая пешка · h4 чёрный ферзь · h3 белый слон · a1 белый король | b8 чёрный слон · e8 чёрный слон · f8 чёрный конь · c7 белая пешка · d7 белая пешка · b6 чёрная ладья · c6 чёрная пешка · d6 чёрный король · e6 чёрный конь · b5 чёрная ладья · e4 белая пешка · h4 чёрный ферзь · h3 белый слон · a1 белый король | 7 |
| 6 | b8 чёрный слон · e8 чёрный слон · f8 чёрный конь · c7 белая пешка · d7 белая пешка · b6 чёрная ладья · c6 чёрная пешка · d6 чёрный король · e6 чёрный конь · b5 чёрная ладья · e4 белая пешка · h4 чёрный ферзь · h3 белый слон · a1 белый король | b8 чёрный слон · e8 чёрный слон · f8 чёрный конь · c7 белая пешка · d7 белая пешка · b6 чёрная ладья · c6 чёрная пешка · d6 чёрный король · e6 чёрный конь · b5 чёрная ладья · e4 белая пешка · h4 чёрный ферзь · h3 белый слон · a1 белый король | b8 чёрный слон · e8 чёрный слон · f8 чёрный конь · c7 белая пешка · d7 белая пешка · b6 чёрная ладья · c6 чёрная пешка · d6 чёрный король · e6 чёрный конь · b5 чёрная ладья · e4 белая пешка · h4 чёрный ферзь · h3 белый слон · a1 белый король | b8 чёрный слон · e8 чёрный слон · f8 чёрный конь · c7 белая пешка · d7 белая пешка · b6 чёрная ладья · c6 чёрная пешка · d6 чёрный король · e6 чёрный конь · b5 чёрная ладья · e4 белая пешка · h4 чёрный ферзь · h3 белый слон · a1 белый король | b8 чёрный слон · e8 чёрный слон · f8 чёрный конь · c7 белая пешка · d7 белая пешка · b6 чёрная ладья · c6 чёрная пешка · d6 чёрный король · e6 чёрный конь · b5 чёрная ладья · e4 белая пешка · h4 чёрный ферзь · h3 белый слон · a1 белый король | b8 чёрный слон · e8 чёрный слон · f8 чёрный конь · c7 белая пешка · d7 белая пешка · b6 чёрная ладья · c6 чёрная пешка · d6 чёрный король · e6 чёрный конь · b5 чёрная ладья · e4 белая пешка · h4 чёрный ферзь · h3 белый слон · a1 белый король | b8 чёрный слон · e8 чёрный слон · f8 чёрный конь · c7 белая пешка · d7 белая пешка · b6 чёрная ладья · c6 чёрная пешка · d6 чёрный король · e6 чёрный конь · b5 чёрная ладья · e4 белая пешка · h4 чёрный ферзь · h3 белый слон · a1 белый король | b8 чёрный слон · e8 чёрный слон · f8 чёрный конь · c7 белая пешка · d7 белая пешка · b6 чёрная ладья · c6 чёрная пешка · d6 чёрный король · e6 чёрный конь · b5 чёрная ладья · e4 белая пешка · h4 чёрный ферзь · h3 белый слон · a1 белый король | 6 |
| 5 | b8 чёрный слон · e8 чёрный слон · f8 чёрный конь · c7 белая пешка · d7 белая пешка · b6 чёрная ладья · c6 чёрная пешка · d6 чёрный король · e6 чёрный конь · b5 чёрная ладья · e4 белая пешка · h4 чёрный ферзь · h3 белый слон · a1 белый король | b8 чёрный слон · e8 чёрный слон · f8 чёрный конь · c7 белая пешка · d7 белая пешка · b6 чёрная ладья · c6 чёрная пешка · d6 чёрный король · e6 чёрный конь · b5 чёрная ладья · e4 белая пешка · h4 чёрный ферзь · h3 белый слон · a1 белый король | b8 чёрный слон · e8 чёрный слон · f8 чёрный конь · c7 белая пешка · d7 белая пешка · b6 чёрная ладья · c6 чёрная пешка · d6 чёрный король · e6 чёрный конь · b5 чёрная ладья · e4 белая пешка · h4 чёрный ферзь · h3 белый слон · a1 белый король | b8 чёрный слон · e8 чёрный слон · f8 чёрный конь · c7 белая пешка · d7 белая пешка · b6 чёрная ладья · c6 чёрная пешка · d6 чёрный король · e6 чёрный конь · b5 чёрная ладья · e4 белая пешка · h4 чёрный ферзь · h3 белый слон · a1 белый король | b8 чёрный слон · e8 чёрный слон · f8 чёрный конь · c7 белая пешка · d7 белая пешка · b6 чёрная ладья · c6 чёрная пешка · d6 чёрный король · e6 чёрный конь · b5 чёрная ладья · e4 белая пешка · h4 чёрный ферзь · h3 белый слон · a1 белый король | b8 чёрный слон · e8 чёрный слон · f8 чёрный конь · c7 белая пешка · d7 белая пешка · b6 чёрная ладья · c6 чёрная пешка · d6 чёрный король · e6 чёрный конь · b5 чёрная ладья · e4 белая пешка · h4 чёрный ферзь · h3 белый слон · a1 белый король | b8 чёрный слон · e8 чёрный слон · f8 чёрный конь · c7 белая пешка · d7 белая пешка · b6 чёрная ладья · c6 чёрная пешка · d6 чёрный король · e6 чёрный конь · b5 чёрная ладья · e4 белая пешка · h4 чёрный ферзь · h3 белый слон · a1 белый король | b8 чёрный слон · e8 чёрный слон · f8 чёрный конь · c7 белая пешка · d7 белая пешка · b6 чёрная ладья · c6 чёрная пешка · d6 чёрный король · e6 чёрный конь · b5 чёрная ладья · e4 белая пешка · h4 чёрный ферзь · h3 белый слон · a1 белый король | 5 |
| 4 | b8 чёрный слон · e8 чёрный слон · f8 чёрный конь · c7 белая пешка · d7 белая пешка · b6 чёрная ладья · c6 чёрная пешка · d6 чёрный король · e6 чёрный конь · b5 чёрная ладья · e4 белая пешка · h4 чёрный ферзь · h3 белый слон · a1 белый король | b8 чёрный слон · e8 чёрный слон · f8 чёрный конь · c7 белая пешка · d7 белая пешка · b6 чёрная ладья · c6 чёрная пешка · d6 чёрный король · e6 чёрный конь · b5 чёрная ладья · e4 белая пешка · h4 чёрный ферзь · h3 белый слон · a1 белый король | b8 чёрный слон · e8 чёрный слон · f8 чёрный конь · c7 белая пешка · d7 белая пешка · b6 чёрная ладья · c6 чёрная пешка · d6 чёрный король · e6 чёрный конь · b5 чёрная ладья · e4 белая пешка · h4 чёрный ферзь · h3 белый слон · a1 белый король | b8 чёрный слон · e8 чёрный слон · f8 чёрный конь · c7 белая пешка · d7 белая пешка · b6 чёрная ладья · c6 чёрная пешка · d6 чёрный король · e6 чёрный конь · b5 чёрная ладья · e4 белая пешка · h4 чёрный ферзь · h3 белый слон · a1 белый король | b8 чёрный слон · e8 чёрный слон · f8 чёрный конь · c7 белая пешка · d7 белая пешка · b6 чёрная ладья · c6 чёрная пешка · d6 чёрный король · e6 чёрный конь · b5 чёрная ладья · e4 белая пешка · h4 чёрный ферзь · h3 белый слон · a1 белый король | b8 чёрный слон · e8 чёрный слон · f8 чёрный конь · c7 белая пешка · d7 белая пешка · b6 чёрная ладья · c6 чёрная пешка · d6 чёрный король · e6 чёрный конь · b5 чёрная ладья · e4 белая пешка · h4 чёрный ферзь · h3 белый слон · a1 белый король | b8 чёрный слон · e8 чёрный слон · f8 чёрный конь · c7 белая пешка · d7 белая пешка · b6 чёрная ладья · c6 чёрная пешка · d6 чёрный король · e6 чёрный конь · b5 чёрная ладья · e4 белая пешка · h4 чёрный ферзь · h3 белый слон · a1 белый король | b8 чёрный слон · e8 чёрный слон · f8 чёрный конь · c7 белая пешка · d7 белая пешка · b6 чёрная ладья · c6 чёрная пешка · d6 чёрный король · e6 чёрный конь · b5 чёрная ладья · e4 белая пешка · h4 чёрный ферзь · h3 белый слон · a1 белый король | 4 |
| 3 | b8 чёрный слон · e8 чёрный слон · f8 чёрный конь · c7 белая пешка · d7 белая пешка · b6 чёрная ладья · c6 чёрная пешка · d6 чёрный король · e6 чёрный конь · b5 чёрная ладья · e4 белая пешка · h4 чёрный ферзь · h3 белый слон · a1 белый король | b8 чёрный слон · e8 чёрный слон · f8 чёрный конь · c7 белая пешка · d7 белая пешка · b6 чёрная ладья · c6 чёрная пешка · d6 чёрный король · e6 чёрный конь · b5 чёрная ладья · e4 белая пешка · h4 чёрный ферзь · h3 белый слон · a1 белый король | b8 чёрный слон · e8 чёрный слон · f8 чёрный конь · c7 белая пешка · d7 белая пешка · b6 чёрная ладья · c6 чёрная пешка · d6 чёрный король · e6 чёрный конь · b5 чёрная ладья · e4 белая пешка · h4 чёрный ферзь · h3 белый слон · a1 белый король | b8 чёрный слон · e8 чёрный слон · f8 чёрный конь · c7 белая пешка · d7 белая пешка · b6 чёрная ладья · c6 чёрная пешка · d6 чёрный король · e6 чёрный конь · b5 чёрная ладья · e4 белая пешка · h4 чёрный ферзь · h3 белый слон · a1 белый король | b8 чёрный слон · e8 чёрный слон · f8 чёрный конь · c7 белая пешка · d7 белая пешка · b6 чёрная ладья · c6 чёрная пешка · d6 чёрный король · e6 чёрный конь · b5 чёрная ладья · e4 белая пешка · h4 чёрный ферзь · h3 белый слон · a1 белый король | b8 чёрный слон · e8 чёрный слон · f8 чёрный конь · c7 белая пешка · d7 белая пешка · b6 чёрная ладья · c6 чёрная пешка · d6 чёрный король · e6 чёрный конь · b5 чёрная ладья · e4 белая пешка · h4 чёрный ферзь · h3 белый слон · a1 белый король | b8 чёрный слон · e8 чёрный слон · f8 чёрный конь · c7 белая пешка · d7 белая пешка · b6 чёрная ладья · c6 чёрная пешка · d6 чёрный король · e6 чёрный конь · b5 чёрная ладья · e4 белая пешка · h4 чёрный ферзь · h3 белый слон · a1 белый король | b8 чёрный слон · e8 чёрный слон · f8 чёрный конь · c7 белая пешка · d7 белая пешка · b6 чёрная ладья · c6 чёрная пешка · d6 чёрный король · e6 чёрный конь · b5 чёрная ладья · e4 белая пешка · h4 чёрный ферзь · h3 белый слон · a1 белый король | 3 |
| 2 | b8 чёрный слон · e8 чёрный слон · f8 чёрный конь · c7 белая пешка · d7 белая пешка · b6 чёрная ладья · c6 чёрная пешка · d6 чёрный король · e6 чёрный конь · b5 чёрная ладья · e4 белая пешка · h4 чёрный ферзь · h3 белый слон · a1 белый король | b8 чёрный слон · e8 чёрный слон · f8 чёрный конь · c7 белая пешка · d7 белая пешка · b6 чёрная ладья · c6 чёрная пешка · d6 чёрный король · e6 чёрный конь · b5 чёрная ладья · e4 белая пешка · h4 чёрный ферзь · h3 белый слон · a1 белый король | b8 чёрный слон · e8 чёрный слон · f8 чёрный конь · c7 белая пешка · d7 белая пешка · b6 чёрная ладья · c6 чёрная пешка · d6 чёрный король · e6 чёрный конь · b5 чёрная ладья · e4 белая пешка · h4 чёрный ферзь · h3 белый слон · a1 белый король | b8 чёрный слон · e8 чёрный слон · f8 чёрный конь · c7 белая пешка · d7 белая пешка · b6 чёрная ладья · c6 чёрная пешка · d6 чёрный король · e6 чёрный конь · b5 чёрная ладья · e4 белая пешка · h4 чёрный ферзь · h3 белый слон · a1 белый король | b8 чёрный слон · e8 чёрный слон · f8 чёрный конь · c7 белая пешка · d7 белая пешка · b6 чёрная ладья · c6 чёрная пешка · d6 чёрный король · e6 чёрный конь · b5 чёрная ладья · e4 белая пешка · h4 чёрный ферзь · h3 белый слон · a1 белый король | b8 чёрный слон · e8 чёрный слон · f8 чёрный конь · c7 белая пешка · d7 белая пешка · b6 чёрная ладья · c6 чёрная пешка · d6 чёрный король · e6 чёрный конь · b5 чёрная ладья · e4 белая пешка · h4 чёрный ферзь · h3 белый слон · a1 белый король | b8 чёрный слон · e8 чёрный слон · f8 чёрный конь · c7 белая пешка · d7 белая пешка · b6 чёрная ладья · c6 чёрная пешка · d6 чёрный король · e6 чёрный конь · b5 чёрная ладья · e4 белая пешка · h4 чёрный ферзь · h3 белый слон · a1 белый король | b8 чёрный слон · e8 чёрный слон · f8 чёрный конь · c7 белая пешка · d7 белая пешка · b6 чёрная ладья · c6 чёрная пешка · d6 чёрный король · e6 чёрный конь · b5 чёрная ладья · e4 белая пешка · h4 чёрный ферзь · h3 белый слон · a1 белый король | 2 |
| 1 | b8 чёрный слон · e8 чёрный слон · f8 чёрный конь · c7 белая пешка · d7 белая пешка · b6 чёрная ладья · c6 чёрная пешка · d6 чёрный король · e6 чёрный конь · b5 чёрная ладья · e4 белая пешка · h4 чёрный ферзь · h3 белый слон · a1 белый король | b8 чёрный слон · e8 чёрный слон · f8 чёрный конь · c7 белая пешка · d7 белая пешка · b6 чёрная ладья · c6 чёрная пешка · d6 чёрный король · e6 чёрный конь · b5 чёрная ладья · e4 белая пешка · h4 чёрный ферзь · h3 белый слон · a1 белый король | b8 чёрный слон · e8 чёрный слон · f8 чёрный конь · c7 белая пешка · d7 белая пешка · b6 чёрная ладья · c6 чёрная пешка · d6 чёрный король · e6 чёрный конь · b5 чёрная ладья · e4 белая пешка · h4 чёрный ферзь · h3 белый слон · a1 белый король | b8 чёрный слон · e8 чёрный слон · f8 чёрный конь · c7 белая пешка · d7 белая пешка · b6 чёрная ладья · c6 чёрная пешка · d6 чёрный король · e6 чёрный конь · b5 чёрная ладья · e4 белая пешка · h4 чёрный ферзь · h3 белый слон · a1 белый король | b8 чёрный слон · e8 чёрный слон · f8 чёрный конь · c7 белая пешка · d7 белая пешка · b6 чёрная ладья · c6 чёрная пешка · d6 чёрный король · e6 чёрный конь · b5 чёрная ладья · e4 белая пешка · h4 чёрный ферзь · h3 белый слон · a1 белый король | b8 чёрный слон · e8 чёрный слон · f8 чёрный конь · c7 белая пешка · d7 белая пешка · b6 чёрная ладья · c6 чёрная пешка · d6 чёрный король · e6 чёрный конь · b5 чёрная ладья · e4 белая пешка · h4 чёрный ферзь · h3 белый слон · a1 белый король | b8 чёрный слон · e8 чёрный слон · f8 чёрный конь · c7 белая пешка · d7 белая пешка · b6 чёрная ладья · c6 чёрная пешка · d6 чёрный король · e6 чёрный конь · b5 чёрная ладья · e4 белая пешка · h4 чёрный ферзь · h3 белый слон · a1 белый король | b8 чёрный слон · e8 чёрный слон · f8 чёрный конь · c7 белая пешка · d7 белая пешка · b6 чёрная ладья · c6 чёрная пешка · d6 чёрный король · e6 чёрный конь · b5 чёрная ладья · e4 белая пешка · h4 чёрный ферзь · h3 белый слон · a1 белый король | 1 |
|   | a | b | c | d | e | f | g | h |   |

|   | a | b | c | d | e | f | g | h |   |
| - | --- | --- | --- | --- | --- | --- | --- | --- | - |
| 8 | a7 чёрная пешка · c7 чёрная пешка · d7 чёрная ладья · a6 чёрный король · d6 чёрный ферзь · d5 чёрный слон · a4 чёрная пешка · d4 чёрный слон · f3 белый слон · f2 белый слон · h1 белый король | a7 чёрная пешка · c7 чёрная пешка · d7 чёрная ладья · a6 чёрный король · d6 чёрный ферзь · d5 чёрный слон · a4 чёрная пешка · d4 чёрный слон · f3 белый слон · f2 белый слон · h1 белый король | a7 чёрная пешка · c7 чёрная пешка · d7 чёрная ладья · a6 чёрный король · d6 чёрный ферзь · d5 чёрный слон · a4 чёрная пешка · d4 чёрный слон · f3 белый слон · f2 белый слон · h1 белый король | a7 чёрная пешка · c7 чёрная пешка · d7 чёрная ладья · a6 чёрный король · d6 чёрный ферзь · d5 чёрный слон · a4 чёрная пешка · d4 чёрный слон · f3 белый слон · f2 белый слон · h1 белый король | a7 чёрная пешка · c7 чёрная пешка · d7 чёрная ладья · a6 чёрный король · d6 чёрный ферзь · d5 чёрный слон · a4 чёрная пешка · d4 чёрный слон · f3 белый слон · f2 белый слон · h1 белый король | a7 чёрная пешка · c7 чёрная пешка · d7 чёрная ладья · a6 чёрный король · d6 чёрный ферзь · d5 чёрный слон · a4 чёрная пешка · d4 чёрный слон · f3 белый слон · f2 белый слон · h1 белый король | a7 чёрная пешка · c7 чёрная пешка · d7 чёрная ладья · a6 чёрный король · d6 чёрный ферзь · d5 чёрный слон · a4 чёрная пешка · d4 чёрный слон · f3 белый слон · f2 белый слон · h1 белый король | a7 чёрная пешка · c7 чёрная пешка · d7 чёрная ладья · a6 чёрный король · d6 чёрный ферзь · d5 чёрный слон · a4 чёрная пешка · d4 чёрный слон · f3 белый слон · f2 белый слон · h1 белый король | 8 |
| 7 | a7 чёрная пешка · c7 чёрная пешка · d7 чёрная ладья · a6 чёрный король · d6 чёрный ферзь · d5 чёрный слон · a4 чёрная пешка · d4 чёрный слон · f3 белый слон · f2 белый слон · h1 белый король | a7 чёрная пешка · c7 чёрная пешка · d7 чёрная ладья · a6 чёрный король · d6 чёрный ферзь · d5 чёрный слон · a4 чёрная пешка · d4 чёрный слон · f3 белый слон · f2 белый слон · h1 белый король | a7 чёрная пешка · c7 чёрная пешка · d7 чёрная ладья · a6 чёрный король · d6 чёрный ферзь · d5 чёрный слон · a4 чёрная пешка · d4 чёрный слон · f3 белый слон · f2 белый слон · h1 белый король | a7 чёрная пешка · c7 чёрная пешка · d7 чёрная ладья · a6 чёрный король · d6 чёрный ферзь · d5 чёрный слон · a4 чёрная пешка · d4 чёрный слон · f3 белый слон · f2 белый слон · h1 белый король | a7 чёрная пешка · c7 чёрная пешка · d7 чёрная ладья · a6 чёрный король · d6 чёрный ферзь · d5 чёрный слон · a4 чёрная пешка · d4 чёрный слон · f3 белый слон · f2 белый слон · h1 белый король | a7 чёрная пешка · c7 чёрная пешка · d7 чёрная ладья · a6 чёрный король · d6 чёрный ферзь · d5 чёрный слон · a4 чёрная пешка · d4 чёрный слон · f3 белый слон · f2 белый слон · h1 белый король | a7 чёрная пешка · c7 чёрная пешка · d7 чёрная ладья · a6 чёрный король · d6 чёрный ферзь · d5 чёрный слон · a4 чёрная пешка · d4 чёрный слон · f3 белый слон · f2 белый слон · h1 белый король | a7 чёрная пешка · c7 чёрная пешка · d7 чёрная ладья · a6 чёрный король · d6 чёрный ферзь · d5 чёрный слон · a4 чёрная пешка · d4 чёрный слон · f3 белый слон · f2 белый слон · h1 белый король | 7 |
| 6 | a7 чёрная пешка · c7 чёрная пешка · d7 чёрная ладья · a6 чёрный король · d6 чёрный ферзь · d5 чёрный слон · a4 чёрная пешка · d4 чёрный слон · f3 белый слон · f2 белый слон · h1 белый король | a7 чёрная пешка · c7 чёрная пешка · d7 чёрная ладья · a6 чёрный король · d6 чёрный ферзь · d5 чёрный слон · a4 чёрная пешка · d4 чёрный слон · f3 белый слон · f2 белый слон · h1 белый король | a7 чёрная пешка · c7 чёрная пешка · d7 чёрная ладья · a6 чёрный король · d6 чёрный ферзь · d5 чёрный слон · a4 чёрная пешка · d4 чёрный слон · f3 белый слон · f2 белый слон · h1 белый король | a7 чёрная пешка · c7 чёрная пешка · d7 чёрная ладья · a6 чёрный король · d6 чёрный ферзь · d5 чёрный слон · a4 чёрная пешка · d4 чёрный слон · f3 белый слон · f2 белый слон · h1 белый король | a7 чёрная пешка · c7 чёрная пешка · d7 чёрная ладья · a6 чёрный король · d6 чёрный ферзь · d5 чёрный слон · a4 чёрная пешка · d4 чёрный слон · f3 белый слон · f2 белый слон · h1 белый король | a7 чёрная пешка · c7 чёрная пешка · d7 чёрная ладья · a6 чёрный король · d6 чёрный ферзь · d5 чёрный слон · a4 чёрная пешка · d4 чёрный слон · f3 белый слон · f2 белый слон · h1 белый король | a7 чёрная пешка · c7 чёрная пешка · d7 чёрная ладья · a6 чёрный король · d6 чёрный ферзь · d5 чёрный слон · a4 чёрная пешка · d4 чёрный слон · f3 белый слон · f2 белый слон · h1 белый король | a7 чёрная пешка · c7 чёрная пешка · d7 чёрная ладья · a6 чёрный король · d6 чёрный ферзь · d5 чёрный слон · a4 чёрная пешка · d4 чёрный слон · f3 белый слон · f2 белый слон · h1 белый король | 6 |
| 5 | a7 чёрная пешка · c7 чёрная пешка · d7 чёрная ладья · a6 чёрный король · d6 чёрный ферзь · d5 чёрный слон · a4 чёрная пешка · d4 чёрный слон · f3 белый слон · f2 белый слон · h1 белый король | a7 чёрная пешка · c7 чёрная пешка · d7 чёрная ладья · a6 чёрный король · d6 чёрный ферзь · d5 чёрный слон · a4 чёрная пешка · d4 чёрный слон · f3 белый слон · f2 белый слон · h1 белый король | a7 чёрная пешка · c7 чёрная пешка · d7 чёрная ладья · a6 чёрный король · d6 чёрный ферзь · d5 чёрный слон · a4 чёрная пешка · d4 чёрный слон · f3 белый слон · f2 белый слон · h1 белый король | a7 чёрная пешка · c7 чёрная пешка · d7 чёрная ладья · a6 чёрный король · d6 чёрный ферзь · d5 чёрный слон · a4 чёрная пешка · d4 чёрный слон · f3 белый слон · f2 белый слон · h1 белый король | a7 чёрная пешка · c7 чёрная пешка · d7 чёрная ладья · a6 чёрный король · d6 чёрный ферзь · d5 чёрный слон · a4 чёрная пешка · d4 чёрный слон · f3 белый слон · f2 белый слон · h1 белый король | a7 чёрная пешка · c7 чёрная пешка · d7 чёрная ладья · a6 чёрный король · d6 чёрный ферзь · d5 чёрный слон · a4 чёрная пешка · d4 чёрный слон · f3 белый слон · f2 белый слон · h1 белый король | a7 чёрная пешка · c7 чёрная пешка · d7 чёрная ладья · a6 чёрный король · d6 чёрный ферзь · d5 чёрный слон · a4 чёрная пешка · d4 чёрный слон · f3 белый слон · f2 белый слон · h1 белый король | a7 чёрная пешка · c7 чёрная пешка · d7 чёрная ладья · a6 чёрный король · d6 чёрный ферзь · d5 чёрный слон · a4 чёрная пешка · d4 чёрный слон · f3 белый слон · f2 белый слон · h1 белый король | 5 |
| 4 | a7 чёрная пешка · c7 чёрная пешка · d7 чёрная ладья · a6 чёрный король · d6 чёрный ферзь · d5 чёрный слон · a4 чёрная пешка · d4 чёрный слон · f3 белый слон · f2 белый слон · h1 белый король | a7 чёрная пешка · c7 чёрная пешка · d7 чёрная ладья · a6 чёрный король · d6 чёрный ферзь · d5 чёрный слон · a4 чёрная пешка · d4 чёрный слон · f3 белый слон · f2 белый слон · h1 белый король | a7 чёрная пешка · c7 чёрная пешка · d7 чёрная ладья · a6 чёрный король · d6 чёрный ферзь · d5 чёрный слон · a4 чёрная пешка · d4 чёрный слон · f3 белый слон · f2 белый слон · h1 белый король | a7 чёрная пешка · c7 чёрная пешка · d7 чёрная ладья · a6 чёрный король · d6 чёрный ферзь · d5 чёрный слон · a4 чёрная пешка · d4 чёрный слон · f3 белый слон · f2 белый слон · h1 белый король | a7 чёрная пешка · c7 чёрная пешка · d7 чёрная ладья · a6 чёрный король · d6 чёрный ферзь · d5 чёрный слон · a4 чёрная пешка · d4 чёрный слон · f3 белый слон · f2 белый слон · h1 белый король | a7 чёрная пешка · c7 чёрная пешка · d7 чёрная ладья · a6 чёрный король · d6 чёрный ферзь · d5 чёрный слон · a4 чёрная пешка · d4 чёрный слон · f3 белый слон · f2 белый слон · h1 белый король | a7 чёрная пешка · c7 чёрная пешка · d7 чёрная ладья · a6 чёрный король · d6 чёрный ферзь · d5 чёрный слон · a4 чёрная пешка · d4 чёрный слон · f3 белый слон · f2 белый слон · h1 белый король | a7 чёрная пешка · c7 чёрная пешка · d7 чёрная ладья · a6 чёрный король · d6 чёрный ферзь · d5 чёрный слон · a4 чёрная пешка · d4 чёрный слон · f3 белый слон · f2 белый слон · h1 белый король | 4 |
| 3 | a7 чёрная пешка · c7 чёрная пешка · d7 чёрная ладья · a6 чёрный король · d6 чёрный ферзь · d5 чёрный слон · a4 чёрная пешка · d4 чёрный слон · f3 белый слон · f2 белый слон · h1 белый король | a7 чёрная пешка · c7 чёрная пешка · d7 чёрная ладья · a6 чёрный король · d6 чёрный ферзь · d5 чёрный слон · a4 чёрная пешка · d4 чёрный слон · f3 белый слон · f2 белый слон · h1 белый король | a7 чёрная пешка · c7 чёрная пешка · d7 чёрная ладья · a6 чёрный король · d6 чёрный ферзь · d5 чёрный слон · a4 чёрная пешка · d4 чёрный слон · f3 белый слон · f2 белый слон · h1 белый король | a7 чёрная пешка · c7 чёрная пешка · d7 чёрная ладья · a6 чёрный король · d6 чёрный ферзь · d5 чёрный слон · a4 чёрная пешка · d4 чёрный слон · f3 белый слон · f2 белый слон · h1 белый король | a7 чёрная пешка · c7 чёрная пешка · d7 чёрная ладья · a6 чёрный король · d6 чёрный ферзь · d5 чёрный слон · a4 чёрная пешка · d4 чёрный слон · f3 белый слон · f2 белый слон · h1 белый король | a7 чёрная пешка · c7 чёрная пешка · d7 чёрная ладья · a6 чёрный король · d6 чёрный ферзь · d5 чёрный слон · a4 чёрная пешка · d4 чёрный слон · f3 белый слон · f2 белый слон · h1 белый король | a7 чёрная пешка · c7 чёрная пешка · d7 чёрная ладья · a6 чёрный король · d6 чёрный ферзь · d5 чёрный слон · a4 чёрная пешка · d4 чёрный слон · f3 белый слон · f2 белый слон · h1 белый король | a7 чёрная пешка · c7 чёрная пешка · d7 чёрная ладья · a6 чёрный король · d6 чёрный ферзь · d5 чёрный слон · a4 чёрная пешка · d4 чёрный слон · f3 белый слон · f2 белый слон · h1 белый король | 3 |
| 2 | a7 чёрная пешка · c7 чёрная пешка · d7 чёрная ладья · a6 чёрный король · d6 чёрный ферзь · d5 чёрный слон · a4 чёрная пешка · d4 чёрный слон · f3 белый слон · f2 белый слон · h1 белый король | a7 чёрная пешка · c7 чёрная пешка · d7 чёрная ладья · a6 чёрный король · d6 чёрный ферзь · d5 чёрный слон · a4 чёрная пешка · d4 чёрный слон · f3 белый слон · f2 белый слон · h1 белый король | a7 чёрная пешка · c7 чёрная пешка · d7 чёрная ладья · a6 чёрный король · d6 чёрный ферзь · d5 чёрный слон · a4 чёрная пешка · d4 чёрный слон · f3 белый слон · f2 белый слон · h1 белый король | a7 чёрная пешка · c7 чёрная пешка · d7 чёрная ладья · a6 чёрный король · d6 чёрный ферзь · d5 чёрный слон · a4 чёрная пешка · d4 чёрный слон · f3 белый слон · f2 белый слон · h1 белый король | a7 чёрная пешка · c7 чёрная пешка · d7 чёрная ладья · a6 чёрный король · d6 чёрный ферзь · d5 чёрный слон · a4 чёрная пешка · d4 чёрный слон · f3 белый слон · f2 белый слон · h1 белый король | a7 чёрная пешка · c7 чёрная пешка · d7 чёрная ладья · a6 чёрный король · d6 чёрный ферзь · d5 чёрный слон · a4 чёрная пешка · d4 чёрный слон · f3 белый слон · f2 белый слон · h1 белый король | a7 чёрная пешка · c7 чёрная пешка · d7 чёрная ладья · a6 чёрный король · d6 чёрный ферзь · d5 чёрный слон · a4 чёрная пешка · d4 чёрный слон · f3 белый слон · f2 белый слон · h1 белый король | a7 чёрная пешка · c7 чёрная пешка · d7 чёрная ладья · a6 чёрный король · d6 чёрный ферзь · d5 чёрный слон · a4 чёрная пешка · d4 чёрный слон · f3 белый слон · f2 белый слон · h1 белый король | 2 |
| 1 | a7 чёрная пешка · c7 чёрная пешка · d7 чёрная ладья · a6 чёрный король · d6 чёрный ферзь · d5 чёрный слон · a4 чёрная пешка · d4 чёрный слон · f3 белый слон · f2 белый слон · h1 белый король | a7 чёрная пешка · c7 чёрная пешка · d7 чёрная ладья · a6 чёрный король · d6 чёрный ферзь · d5 чёрный слон · a4 чёрная пешка · d4 чёрный слон · f3 белый слон · f2 белый слон · h1 белый король | a7 чёрная пешка · c7 чёрная пешка · d7 чёрная ладья · a6 чёрный король · d6 чёрный ферзь · d5 чёрный слон · a4 чёрная пешка · d4 чёрный слон · f3 белый слон · f2 белый слон · h1 белый король | a7 чёрная пешка · c7 чёрная пешка · d7 чёрная ладья · a6 чёрный король · d6 чёрный ферзь · d5 чёрный слон · a4 чёрная пешка · d4 чёрный слон · f3 белый слон · f2 белый слон · h1 белый король | a7 чёрная пешка · c7 чёрная пешка · d7 чёрная ладья · a6 чёрный король · d6 чёрный ферзь · d5 чёрный слон · a4 чёрная пешка · d4 чёрный слон · f3 белый слон · f2 белый слон · h1 белый король | a7 чёрная пешка · c7 чёрная пешка · d7 чёрная ладья · a6 чёрный король · d6 чёрный ферзь · d5 чёрный слон · a4 чёрная пешка · d4 чёрный слон · f3 белый слон · f2 белый слон · h1 белый король | a7 чёрная пешка · c7 чёрная пешка · d7 чёрная ладья · a6 чёрный король · d6 чёрный ферзь · d5 чёрный слон · a4 чёрная пешка · d4 чёрный слон · f3 белый слон · f2 белый слон · h1 белый король | a7 чёрная пешка · c7 чёрная пешка · d7 чёрная ладья · a6 чёрный король · d6 чёрный ферзь · d5 чёрный слон · a4 чёрная пешка · d4 чёрный слон · f3 белый слон · f2 белый слон · h1 белый король | 1 |
|   | a | b | c | d | e | f | g | h |   |

|   | a | b | c | d | e | f | g | h |   |
| - | --- | --- | --- | --- | --- | --- | --- | --- | - |
| 8 | b6 чёрный конь · c6 белый конь · e6 чёрный король · d5 белая ладья · e5 чёрная пешка · b4 белый король · e4 чёрная пешка | b6 чёрный конь · c6 белый конь · e6 чёрный король · d5 белая ладья · e5 чёрная пешка · b4 белый король · e4 чёрная пешка | b6 чёрный конь · c6 белый конь · e6 чёрный король · d5 белая ладья · e5 чёрная пешка · b4 белый король · e4 чёрная пешка | b6 чёрный конь · c6 белый конь · e6 чёрный король · d5 белая ладья · e5 чёрная пешка · b4 белый король · e4 чёрная пешка | b6 чёрный конь · c6 белый конь · e6 чёрный король · d5 белая ладья · e5 чёрная пешка · b4 белый король · e4 чёрная пешка | b6 чёрный конь · c6 белый конь · e6 чёрный король · d5 белая ладья · e5 чёрная пешка · b4 белый король · e4 чёрная пешка | b6 чёрный конь · c6 белый конь · e6 чёрный король · d5 белая ладья · e5 чёрная пешка · b4 белый король · e4 чёрная пешка | b6 чёрный конь · c6 белый конь · e6 чёрный король · d5 белая ладья · e5 чёрная пешка · b4 белый король · e4 чёрная пешка | 8 |
| 7 | b6 чёрный конь · c6 белый конь · e6 чёрный король · d5 белая ладья · e5 чёрная пешка · b4 белый король · e4 чёрная пешка | b6 чёрный конь · c6 белый конь · e6 чёрный король · d5 белая ладья · e5 чёрная пешка · b4 белый король · e4 чёрная пешка | b6 чёрный конь · c6 белый конь · e6 чёрный король · d5 белая ладья · e5 чёрная пешка · b4 белый король · e4 чёрная пешка | b6 чёрный конь · c6 белый конь · e6 чёрный король · d5 белая ладья · e5 чёрная пешка · b4 белый король · e4 чёрная пешка | b6 чёрный конь · c6 белый конь · e6 чёрный король · d5 белая ладья · e5 чёрная пешка · b4 белый король · e4 чёрная пешка | b6 чёрный конь · c6 белый конь · e6 чёрный король · d5 белая ладья · e5 чёрная пешка · b4 белый король · e4 чёрная пешка | b6 чёрный конь · c6 белый конь · e6 чёрный король · d5 белая ладья · e5 чёрная пешка · b4 белый король · e4 чёрная пешка | b6 чёрный конь · c6 белый конь · e6 чёрный король · d5 белая ладья · e5 чёрная пешка · b4 белый король · e4 чёрная пешка | 7 |
| 6 | b6 чёрный конь · c6 белый конь · e6 чёрный король · d5 белая ладья · e5 чёрная пешка · b4 белый король · e4 чёрная пешка | b6 чёрный конь · c6 белый конь · e6 чёрный король · d5 белая ладья · e5 чёрная пешка · b4 белый король · e4 чёрная пешка | b6 чёрный конь · c6 белый конь · e6 чёрный король · d5 белая ладья · e5 чёрная пешка · b4 белый король · e4 чёрная пешка | b6 чёрный конь · c6 белый конь · e6 чёрный король · d5 белая ладья · e5 чёрная пешка · b4 белый король · e4 чёрная пешка | b6 чёрный конь · c6 белый конь · e6 чёрный король · d5 белая ладья · e5 чёрная пешка · b4 белый король · e4 чёрная пешка | b6 чёрный конь · c6 белый конь · e6 чёрный король · d5 белая ладья · e5 чёрная пешка · b4 белый король · e4 чёрная пешка | b6 чёрный конь · c6 белый конь · e6 чёрный король · d5 белая ладья · e5 чёрная пешка · b4 белый король · e4 чёрная пешка | b6 чёрный конь · c6 белый конь · e6 чёрный король · d5 белая ладья · e5 чёрная пешка · b4 белый король · e4 чёрная пешка | 6 |
| 5 | b6 чёрный конь · c6 белый конь · e6 чёрный король · d5 белая ладья · e5 чёрная пешка · b4 белый король · e4 чёрная пешка | b6 чёрный конь · c6 белый конь · e6 чёрный король · d5 белая ладья · e5 чёрная пешка · b4 белый король · e4 чёрная пешка | b6 чёрный конь · c6 белый конь · e6 чёрный король · d5 белая ладья · e5 чёрная пешка · b4 белый король · e4 чёрная пешка | b6 чёрный конь · c6 белый конь · e6 чёрный король · d5 белая ладья · e5 чёрная пешка · b4 белый король · e4 чёрная пешка | b6 чёрный конь · c6 белый конь · e6 чёрный король · d5 белая ладья · e5 чёрная пешка · b4 белый король · e4 чёрная пешка | b6 чёрный конь · c6 белый конь · e6 чёрный король · d5 белая ладья · e5 чёрная пешка · b4 белый король · e4 чёрная пешка | b6 чёрный конь · c6 белый конь · e6 чёрный король · d5 белая ладья · e5 чёрная пешка · b4 белый король · e4 чёрная пешка | b6 чёрный конь · c6 белый конь · e6 чёрный король · d5 белая ладья · e5 чёрная пешка · b4 белый король · e4 чёрная пешка | 5 |
| 4 | b6 чёрный конь · c6 белый конь · e6 чёрный король · d5 белая ладья · e5 чёрная пешка · b4 белый король · e4 чёрная пешка | b6 чёрный конь · c6 белый конь · e6 чёрный король · d5 белая ладья · e5 чёрная пешка · b4 белый король · e4 чёрная пешка | b6 чёрный конь · c6 белый конь · e6 чёрный король · d5 белая ладья · e5 чёрная пешка · b4 белый король · e4 чёрная пешка | b6 чёрный конь · c6 белый конь · e6 чёрный король · d5 белая ладья · e5 чёрная пешка · b4 белый король · e4 чёрная пешка | b6 чёрный конь · c6 белый конь · e6 чёрный король · d5 белая ладья · e5 чёрная пешка · b4 белый король · e4 чёрная пешка | b6 чёрный конь · c6 белый конь · e6 чёрный король · d5 белая ладья · e5 чёрная пешка · b4 белый король · e4 чёрная пешка | b6 чёрный конь · c6 белый конь · e6 чёрный король · d5 белая ладья · e5 чёрная пешка · b4 белый король · e4 чёрная пешка | b6 чёрный конь · c6 белый конь · e6 чёрный король · d5 белая ладья · e5 чёрная пешка · b4 белый король · e4 чёрная пешка | 4 |
| 3 | b6 чёрный конь · c6 белый конь · e6 чёрный король · d5 белая ладья · e5 чёрная пешка · b4 белый король · e4 чёрная пешка | b6 чёрный конь · c6 белый конь · e6 чёрный король · d5 белая ладья · e5 чёрная пешка · b4 белый король · e4 чёрная пешка | b6 чёрный конь · c6 белый конь · e6 чёрный король · d5 белая ладья · e5 чёрная пешка · b4 белый король · e4 чёрная пешка | b6 чёрный конь · c6 белый конь · e6 чёрный король · d5 белая ладья · e5 чёрная пешка · b4 белый король · e4 чёрная пешка | b6 чёрный конь · c6 белый конь · e6 чёрный король · d5 белая ладья · e5 чёрная пешка · b4 белый король · e4 чёрная пешка | b6 чёрный конь · c6 белый конь · e6 чёрный король · d5 белая ладья · e5 чёрная пешка · b4 белый король · e4 чёрная пешка | b6 чёрный конь · c6 белый конь · e6 чёрный король · d5 белая ладья · e5 чёрная пешка · b4 белый король · e4 чёрная пешка | b6 чёрный конь · c6 белый конь · e6 чёрный король · d5 белая ладья · e5 чёрная пешка · b4 белый король · e4 чёрная пешка | 3 |
| 2 | b6 чёрный конь · c6 белый конь · e6 чёрный король · d5 белая ладья · e5 чёрная пешка · b4 белый король · e4 чёрная пешка | b6 чёрный конь · c6 белый конь · e6 чёрный король · d5 белая ладья · e5 чёрная пешка · b4 белый король · e4 чёрная пешка | b6 чёрный конь · c6 белый конь · e6 чёрный король · d5 белая ладья · e5 чёрная пешка · b4 белый король · e4 чёрная пешка | b6 чёрный конь · c6 белый конь · e6 чёрный король · d5 белая ладья · e5 чёрная пешка · b4 белый король · e4 чёрная пешка | b6 чёрный конь · c6 белый конь · e6 чёрный король · d5 белая ладья · e5 чёрная пешка · b4 белый король · e4 чёрная пешка | b6 чёрный конь · c6 белый конь · e6 чёрный король · d5 белая ладья · e5 чёрная пешка · b4 белый король · e4 чёрная пешка | b6 чёрный конь · c6 белый конь · e6 чёрный король · d5 белая ладья · e5 чёрная пешка · b4 белый король · e4 чёрная пешка | b6 чёрный конь · c6 белый конь · e6 чёрный король · d5 белая ладья · e5 чёрная пешка · b4 белый король · e4 чёрная пешка | 2 |
| 1 | b6 чёрный конь · c6 белый конь · e6 чёрный король · d5 белая ладья · e5 чёрная пешка · b4 белый король · e4 чёрная пешка | b6 чёрный конь · c6 белый конь · e6 чёрный король · d5 белая ладья · e5 чёрная пешка · b4 белый король · e4 чёрная пешка | b6 чёрный конь · c6 белый конь · e6 чёрный король · d5 белая ладья · e5 чёрная пешка · b4 белый король · e4 чёрная пешка | b6 чёрный конь · c6 белый конь · e6 чёрный король · d5 белая ладья · e5 чёрная пешка · b4 белый король · e4 чёрная пешка | b6 чёрный конь · c6 белый конь · e6 чёрный король · d5 белая ладья · e5 чёрная пешка · b4 белый король · e4 чёрная пешка | b6 чёрный конь · c6 белый конь · e6 чёрный король · d5 белая ладья · e5 чёрная пешка · b4 белый король · e4 чёрная пешка | b6 чёрный конь · c6 белый конь · e6 чёрный король · d5 белая ладья · e5 чёрная пешка · b4 белый король · e4 чёрная пешка | b6 чёрный конь · c6 белый конь · e6 чёрный король · d5 белая ладья · e5 чёрная пешка · b4 белый король · e4 чёрная пешка | 1 |
|   | a | b | c | d | e | f | g | h |   |

## В сёги
В сёги возврат съеденных фигур в игру позволяет, в отличие от шахмат, создавать задачи на кооперативный мат с весьма длинным решением. Длиннейшая из известных таких задач, составленная в 1976 году «Дзюгэму-3» (яп. 寿限無３), имеет решение в 49 909 ходов.